# عملگر بیضوی
در ریاضیات، عملگر بیضوی از انواع اصلی عملگرهای دیفرانسیلی است. وجه تمایز این عملگر آن است که ضرایب جملات با مشتق‌های مرتبه بالاتر شرط مثبت بودن را ارضا می‌کنند. معادله گرما و شرودینگر نمونه‌ای از معادلات فیزیکی هستند که شامل عملگر بیضوی می‌باشند.

## یادداشت ها
1. ↑  Note that this is sometimes called strict ellipticity, with uniform ellipticity being used to mean that an upper bound exists on the symbol of the operator as well. It is important to check the definitions the author is using, as conventions may differ. See, e.g., Evans, Chapter 6, for a use of the first definition, and Gilbarg and Trudinger, Chapter 3, for a use of the second.